# (3587) Декарт
(3587) Декарт (лат. Descartes) — типичный астероид главного пояса, открыт 8 сентября 1981 года советским астрономом Людмилой Журавлёвой в Крымской астрофизической обсерватории и 4 июня 1993 года назван в честь французского философа, математика и естествоиспытателя Рене Декарта.

## Обнаружение и именование
(3587) Декарт
Открыт 8 сентября 1981 года в Научном Л. В. Журавлёвой.
Назван в честь выдающегося французского математика и философа Рене Декарта (1596—1650).
Оригинальный текст (англ.)3587 Descartes
Discovered 1981-09-08 by Zhuravleva, L. at Nauchnyj.
Named in honor of René Descartes (1596—1650), outstanding French mathematician and philosopher.
Источники: DISCOVERY.DB; M.P.C. 22245.

## Орбита

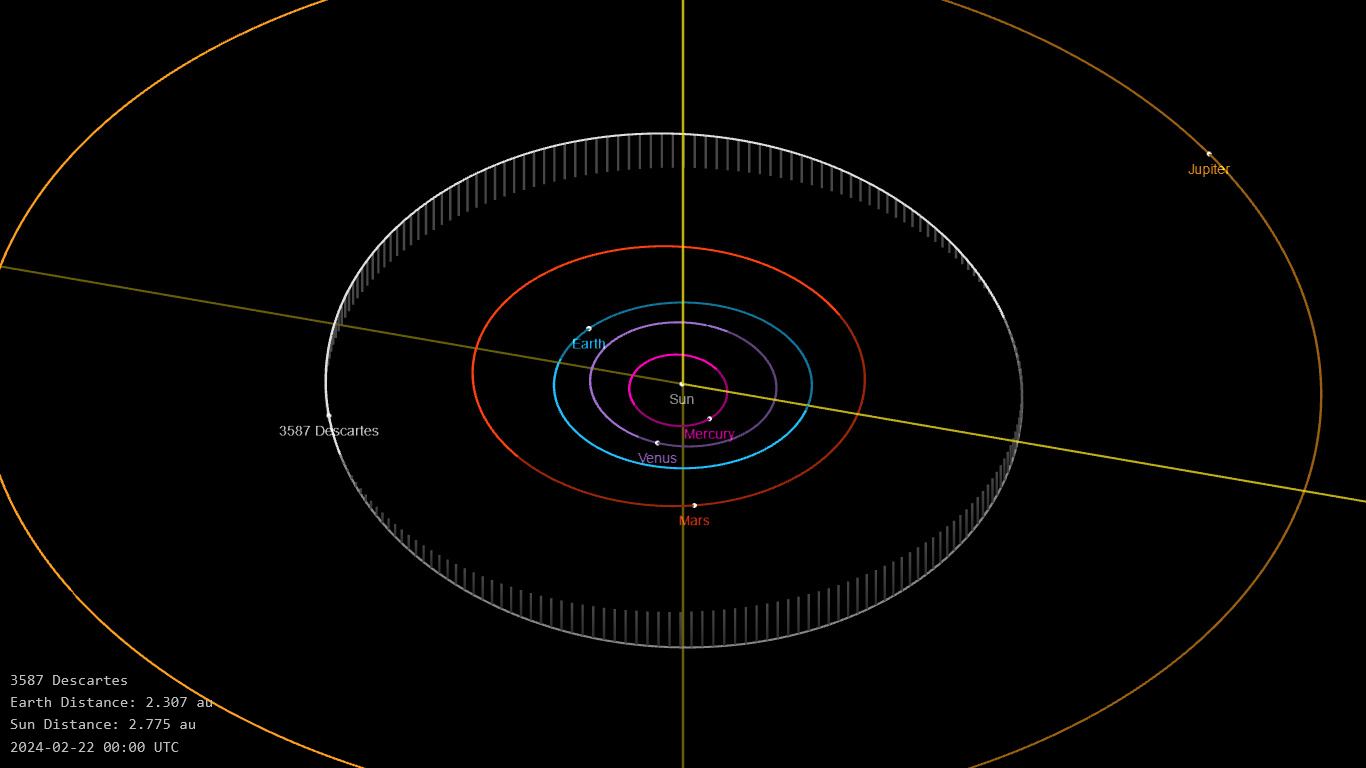
Орбита астероида Декарт и его положение в Солнечной системе

## Физические характеристики
Из результатов второго этапа спектроскопической съёмки малых астероидов главного пояса (Small Main-belt Asteroid Spectroscopic Survey, SMASSII) следует, что астероид относится к таксономическому классу C.
По результатам наблюдений в видимом и ближнем инфракрасном диапазоне космического телескопа NEOWISE диаметр астероида оценивался равным 14,594±0,133 км, 13,21±3,96 км, 13,22±3,46 км, 12,563±3,872 км и 13,23±3,82 км. Согласно тем же источникам альбедо оценивается как 0,0593±0,0086, 0,09±0,06, 0,07±0,05, 0,0912±0,0858, 0,059±0,009 и 0,058±0,038.